# Halectinosoma litorale
Halectinosoma litorale is een eenoogkreeftjessoort uit de familie van de Ectinosomatidae. De wetenschappelijke naam van de soort is voor het eerst geldig gepubliceerd in 1939 door Nicholls.